# Девід ЛаФорс
Девід «Дизель» С. ЛаФорс (англ. David «Diesel» S. LaForce) — американський художник, який працював над пригодами Dungeons & Dragons, опублікованими TSR, Inc.. Його ілюстрації та картографії з'являлися в багатьох продуктах TSR, вироблених з 1979 по 1984 роки, включаючи класичні Q1 Queen of the Demonweb Pits, A1 Slave Pits of the Undercity та B2 Keep on the Borderlands (найбільш публікована рольова пригода всіх часів). ЛаФорс став відомий своїм скрупульозним і творчим підходом до карт пригод і згодом став штатним картографом TSR. Він продовжував створювати карти для багатьох видань TSR, поки не залишив компанію в 1997 році після її поглинання Wizards of the Coast.

## ПередTSR
Девід ЛаФорс виріс у Лейк-Женеві, штат Вісконсін, у той час, коли Гері Гайгекс спільно розробляв рольову гру Dungeons & Dragons (D&D). Коло друзів ЛаФорса включало сина Гайгекса Ерні, Скіпа Вільямса та Роба Кунца. Кунц був одним із перших людей після Гайгекса, хто запустив гру D&D, а ЛаФорс, який проживав у кімнаті з Кунцом, став постійним гравцем у грі Кунца.

## TSR

### Відділ доставки
У 1978 році TSR переросла свою початкову штаб-квартиру, і менеджери компанії вирішили переїхати у більшу будівлю. Найкращий друг ЛаФорса Кен Рік працював у відділі доставки, і ЛаФорс, який був безробітним, зголосився допомогти Ріку під час переїзду. Президент компанії Кевін Блюм був вражений ініціативою LaForce і найняв його працювати у відділі доставки.

### Мистецький відділ
На той час кілька художників першого покоління TSR пішли, і художній керівник Девід Сазерленд шукав їм заміну. Почувши, що у вільний час ЛаФорс малював картини, Сазерленд попросив його створити якийсь малюнок для нового Довідника майстрів підземель Advanced Dungeons and Dragons. ЛаФорс створив три ескізи, і Сазерленд купив два з них за 35 доларів кожен. Обидва ескізи згодом з'явилися в новій публікації. ЛаФорс був переведений у художній відділ. Його першим завданням було створення ілюстрації для брошури, включеної до пригод C1: The Hidden Shrine of Tamoachan. Джим Бамбра, написавши загалом схвальний огляд для британського журналу RPG White Dwarf, зазначив, що «супровідний буклет із чорно-білими ілюстраціями ще більше покращує атмосферу».
Згодом йому доручили створювати ілюстрації для інших нових проєктів. Саме в цей час Майк Карр дав ЛаФорсу своє прізвисько «Дизель» на основі ініціалів ЛаФорса «DSL», які він використовував як свій художній підпис.
У рамках своєї діяльності ЛаФорс став одним із організаторів арт-шоу Gen Con у 1979 році та продовжував брати участь навіть після того, як залишив TSR.

### Штатний картограф
Одним із завдань, яке не подобалося більшості штатних художників, було малювати карти для пригод. ЛаФорс відвідував уроки малювання в середній школі і виявив, що йому подобається ретельна, детальна робота, необхідна для створення карт. За кілька років він виготовив більшість карт для продуктових ліній TSR.
Скотт Тейлор, арт-директор журналу Gygax Magazine, підкреслив важливість в цей період креативної картографії: «За час роботи в індустрії я чув різні історії про карти та їх створення, більшість з яких полягала в тому, що художники ненавиділи їх робити або замовляти їх для них, коли було „справжнє“ мистецтво. Я не впевнений, що так було завжди, але я можу сказати, що особливо для геймерів „старої школи“ дизайни Девіда „Дізеля“ ЛаФорса та Стіва Саллівана є такими ж невід'ємна і важлива для гри, і, мабуть, більше, ніж будь-яка обкладинка [Ларрі] Елмора чи [Джеффа] Ізлі».
До 1984 року більша частина продукції ЛаФорса була пов'язана з картографією, і йому було присвоєно звання «картограф».
Підхід ЛаФорса до створення карт був творчим. У DL1 Dragons of Despair, першій пригоді нової лінійки Dragonlance від TSR, автор Трейсі Гікман описав місто Ксак Царот як місто, що спускається над схилом каньйону. Замість того, щоб намагатися зобразити за допомогою стандартних двовимірних карт («з висоти пташиного польоту»), ЛаФорс відтворив місто як серію взаємопов'язаних ізоморфних карт.

## ПісляTSR
Коли TSR зіткнувся з фінансовими труднощами в 1997 році, він був захоплений Wizards of the Coast (WotC). Персонал TSR мав вибір: залишитися в WotC і переїхати з Женевського озера до штаб-квартири WotC у Рентоні, штат Вашингтон, або звільнитися. ЛаФорс покинув компанію і залишився на Женевському озері. Після невдалих спроб заробити на життя як вільний художник, він звернувся до фізичної праці, ставши майстром у буровій бригаді.
У 2006 році повернувся до творчості, зайнявшись скульптурою. Час від часу він виконує творчу роботу для спільноти фентезі-ігор; у лютому 2013 року він був зазначений як співавтор у першому номері журналу Gygax.

## Вибрана бібліографія
Як співавтор ілюстратора
- Вежа-привид Інвернесса (1979)
- Тримайся прикордонних територій (1979)
- Прихована святиня Тамоачана (1980)
- Королева демонічних павутинних ям (1980)
- Рабські ями Підміста (1980)[9]
- Експедиція до Бар'єрних вершин (1980)
- Божества та напівбоги (1980)
- Галерея негідників (1980)
- Світ сірого яструба (1980)
- Палац Срібної принцеси (1981, оригінальне помаранчеве видання)
- D&D Основний звід правил